# Конти-Мйонскі
Конти-Мйонскі (пол. Kąty-Miąski) — село в Польщі, у гміні Страхувка Воломінського повіту Мазовецького воєводства.
Населення — 112 осіб (2011).
У 1975-1998 роках село належало до Седлецького воєводства.

## Демографія
Демографічна структура станом на 31 березня 2011 року:
|          | Загалом | Допрацездатний вік | Працездатний вік | Постпрацездатний вік |
| -------- | ------- | ------------------ | ---------------- | -------------------- |
| Чоловіки | 60      | 12                 | 37               | 11                   |
| Жінки    | 52      | 12                 | 24               | 16                   |
| Разом    | 112     | 24                 | 61               | 27                   |